# Khuraybat as-Suq
Khuraybat as-Suq (en árabe, خريبة السوق) es una ciudad en la gobernación de Amán, en Jordania. Tiene una población de 186.158 habitantes (censo de 2015). Se encuentra al sur de Amán de cuya área metropolitana forma parte. 